# Järbo distrikt, Gästrikland
Järbo distrikt är ett distrikt i Sandvikens kommun och Gävleborgs län. Distriktet ligger omkring Järbo i västra Gästrikland. 

## Tidigare administrativ tillhörighet
Distriktet inrättades 2016 och utgörs av Järbo socken i Sandvikens kommun.
Området motsvarar den omfattning Järbo församling hade 1999/2000.

## Tätorter och småorter
I Järbo distrikt finns en tätort och tre småorter.

### Tätorter
- Järbo

### Småorter
- Kungsberg
- Ytterbyn
- Överbyn